# Tomeu Vergès
Tomeu Vergès, més conegut a França com a Toméo Vergès (Olot, 1953) és un ballarí i coreògraf català.
Després de diplomar-se en medicia, el 1980 es va establir a França, on va esdevenir un dels ballarins de la companyia de Maguy Marin i Carolyn Carlson als principis del moviment artístic de la nouvelle danse française. Poc després, el 1992 va crear la seva pròpia companyia, anomenada Man Drake, on gràcies al seu llenguatge coreogràfic intens va apropar-se a conceptes com el surrealisme i la novel·la negra.

## Obres destacades
- 1992 : Chair de poule
- 1995 : À consommer sur place
- 1996 : Salto mortal
- 1997 : La Logique du parquet
- 1998 : Asphyxies d'après Le Con d'Irène d'Aragon
- 1999 : Pas de panique
- 2002 : Pièce(s) détachée(s)
- 2004 : R.O.T.S. (radiations, ondes, turbulences)
- 2005 : Body Time
- 2008 : Idiotas